# روترباوم
روترباوم (به آلمانی: Hamburg-Rotherbaum) یک منطقهٔ مسکونی در آلمان است که در ایمسبوتل واقع شده‌است. روترباوم ۱۶٬۸۵۳ نفر جمعیت دارد.